# Nhà hát Chèo Hưng Yên

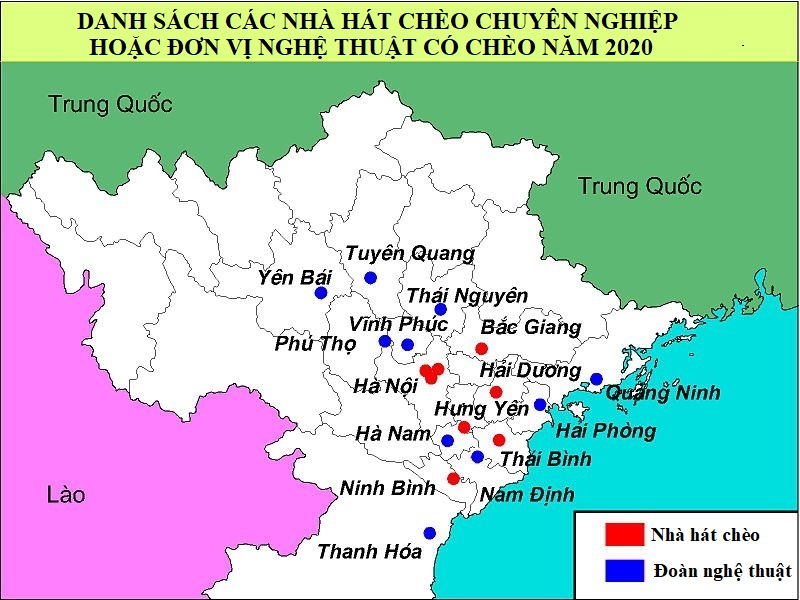
Các đoàn chèo, nhà hát chèo Việt Nam 2016

Nhà hát Chèo Hưng Yên là đơn vị sự nghiệp công lập có thu trực thuộc Sở Văn hoá - Thể thao và Du lịch Hưng Yên. Đây là tổ chức nghệ thuật chuyên nghiệp của tỉnh; có chức năng tổ chức biểu diễn, nghiên cứu, liên kết, hướng dẫn, truyền nghề về nghệ thuật chèo nhằm phục vụ nhiệm vụ chính trị của tỉnh, góp phần bảo tồn và phát triển nghệ thuật truyền thống của dân tộc. Đây là một đơn vị nghệ thuật thuộc chiếng Chèo xứ Nam nhưng có thời gian dài sáp nhập cùng với Đoàn Chèo Hải Dương ở chiếng chèo Đông thành Đoàn Chèo Hải Hưng.

## Lịch sử hình thành
Năm 1997, khi tái lập tỉnh Hưng Yên thì Đoàn chèo Hưng Yên cũng được thành lập từ nguồn diễn viên, nhạc công của Đoàn chèo Hải Hưng cũ. Khi đầu chỉ có 12 cán bộ, diễn viên nhưng chỉ sau hơn mười năm, Đoàn chèo Hưng Yên đã trở thành một đơn vị nghệ thuật có vị trí xứng đáng trong làng sân khấu chuyên nghiệp của Việt Nam.
Lúc mới thành lập, lực lượng quá mỏng, cơ sở vật chất yếu kém, tất cả cán bộ, diễn viên đều nhận thức sâu sắc điều này và cố gắng hết sức mình vừa luyện tập chuyên môn có chất lượng cao vừa phải tìm mọi cách đưa nghệ thuật chèo đi sâu vào công chúng. Vừa dựng vở, đoàn vừa đi xuống các làng, xã biểu diễn các trích đoạn chèo cổ và các chương trình thời sự ngắn phục vụ nhiệm vụ các địa phương. Thậm chí đoàn còn vào Tây Nguyên phục vụ bà con quê Hưng Yên đi xây dựng kinh tế mới.
Đoàn đã biểu diễn thành công vở Tống Trân - Cúc Hoa trên sóng Đài Truyền hình Việt Nam được đông đảo khán giả trong nước và kiều bào nước ngoài hoan nghênh, khen ngợi. Các vở diễn của đoàn như: Hải Thượng Lãn Ông, Lưu Bình Dương Lễ. Tấm Cám, Hương Cúc, Nỗi đau người lương thiện, Người tử tù, Nàng Trinh Nguyên, Giọt máu đào, Em phải xa anh... và hàng chục trích đoạn, tiểu phẩm được biểu diễn ở trong và ngoài tỉnh thu hút hàng vạn lượt người xem. Đoàn chèo Hưng Yên đã thể hiện những nét riêng của mình, khai thác và phát huy rất tốt vốn cổ không ngừng vươn lên từ các nôi chèo truyền thống.
Ngày 28 tháng 10 năm 2008, tỉnh Hưng Yên ban hành quyết định Số: 2013/QĐ-UBND nâng cấp Đoàn Chèo thành Nhà hát Chèo Hưng Yên.

## Nghệ thuật chèo ở Hưng Yên
Nghệ thuật chèo được hình thành từ thế kỷ 10 tại Kinh đô Hoa Lư (Ninh Bình) dưới thời nhà Đinh. Ưu bà Phạm Thị Trân đã truyền dạy nghệ thuật chèo cho cung nữ và quân lính. Sau đó chèo phát triển rộng ra lãnh thổ Đại Cồ Việt (vùng châu thổ Bắc Bộ và các tỉnh Thanh - Nghệ - Tĩnh trở ra). Vào thế kỷ 15, vua Lê Thánh Tông đã không cho phép biểu diễn chèo trong cung đình. Chèo trở về với nông dân, gắn liền với sinh hoạt đời sống, hội hè của người Việt. 
Nghệ thuật chèo Đồng bằng sông Hồng trở thành cái nôi chèo với Tứ chiếng chèo Đông, Đoài, Nam, Bắc. Chiếng Chèo là những phường Chèo hoạt động trong một vùng văn hóa, địa lý nhất định. Phong trào hát chèo xưa phân vùng chèo châu thổ sông Hồng thành 4 chiếng chèo Đông, chèo Đoài, chèo Nam, chèo Bắc với kinh đô Thăng Long - Hà Nội  ở vị trí trung tâm. Mỗi chiếng có những ngón nghề riêng, kỹ thuật riêng, khó lưu truyền và phát triển ra đến bên ngoài do sự khác nhau trong phong cách nghệ thuật dựa trên cơ sở dân ca, dân vũ và văn hóa địa phương, chỉ người trong chiếng mới diễn được với nhau. Chiếng chèo Đông gồm khu vực các tỉnh Hải Dương, Hải Phòng, Quảng Ninh và 2 huyện Mỹ Hào, Ân Thi của Hưng Yên. Vùng này xưa là trấn Hải Đông. Chèo xứ Đông mang âm hưởng của ca trù, hát đúm và trống quân. Chiếng chèo Bắc gồm Bắc Ninh, Bắc Giang, Thái Nguyên, bắc Hà Nội và 2 huyện Văn Lâm, Văn Giang của Hưng Yên. Chiếng chèo Nam gồm khu vực nam Hà Nội và các tỉnh Hà Nam, Thái Bình, Nam Định, Ninh Bình và 6 huyện phía nam Hưng Yên. Vùng này xưa là trấn Sơn Nam. Chèo xứ Nam mang âm hưởng của hát văn, hát xẩm, dân ca Hà Nam. Trung tâm của Hưng Yên thuộc chiếng chèo Nam nhưng một phần phía bắc lại thuộc chiếng chèo Bắc và một phần phía đông tỉnh thuộc chiếng chèo Đông và có một thời gian nơi đây sáp nhập với Hải Dương thành tỉnh Hải Hưng. Do đặc tính đó mà nghệ thuật chèo ở Hưng Yên có sự giao thoa, mang cả âm hưởng chủ đạo của chiếu chèo Nam, ảnh hưởng nhiều bởi chiếu chèo Đông và ít hơn bảo chiếng chèo Bắc.
Hưng Yên là đất chèo gốc, là cái nôi của các làn điệu chèo cổ. Trong bảy vị tổ chèo từ thời Đinh đến thời Lý được Lương Thế Vinh chép trong Hý phường phả lục thì có hai vị ở Hưng Yên. Vùng đất này đã sản sinh ra những nghệ sĩ nổi tiếng như các vị hậu tổ sân khấu chèo: Đào Văn Só (thời Đinh), Sái Ất (thời Lý) và Đào Thị Huệ (thời Lê). Các nghệ sĩ sau này như: Phạm Đình Nghị, NSND Hoa Tâm (Nhà hát Chèo Hà Nội), NSND Hoàng Lan (Đoàn Chèo Hải Phòng), NSND Tư Liêm (Nhà hát Chèo Việt Nam) và NSND Đinh Mạnh Phóng (Nhà hát Chèo Việt Nam) là những cây đại thụ trong làng chèo Việt Nam.

## Nhiệm vụ
- Xây dựng, dàn dựng các chương trình của loại hình nghệ thuật sân khấu chèo; tổ chức biểu diễn loại hình nghệ thuật chèo và các loại hình nghệ thuật sân khấu diễn xướng dân gian truyền thống khác phục vụ khán giả và tham gia các hội diễn, liên hoan trong tỉnh, trong nước, ngoài nước;
- Tổ chức nghiên cứu khoa học trong việc khôi phục, bảo tồn, phát triển, truyền bá nghệ thuật chèo truyền thống và các loại hình nghệ thuật sân khấu, diễn xướng dân gian khác như trống quân, ca trù …; thử nghiệm những sáng tác mới;
- Phối hợp đào tạo, bồi dưỡng nâng cao trình độ nghiệp vụ cho diễn viên và các thành viên khác của nhà hát. Phát hiện, thu hút, bồi dưỡng, truyền nghề cho các tài năng trẻ có triển vọng;
- Hướng dẫn việc nâng cao nhu cầu thưởng thức nghệ thuật chèo của xã hội, việc bảo tồn nghệ thuật chèo trong phong trào văn nghệ quần chúng trên địa bàn tỉnh Hưng Yên;
- Tổ chức giao lưu, hợp tác trong và ngoài nước về chuyên môn, nghiệp vụ để không ngừng nâng cao trình độ và đa dạng hình thức hoạt động;
- Tổ chức một số hoạt động dịch vụ trong lĩnh vực nghệ thuật phù hợp với chức năng, nhiệm vụ của Nhà hát theo quy định của pháp luật và của tỉnh;
- Quản lý về tổ chức, biên chế, cán bộ, viên chức và người lao động; về tài sản, tài chính của nhà hát theo quy định của Nhà nước và của tỉnh;
- Thực hiện một số nhiệm vụ khác do Uỷ ban nhân dân tỉnh, Sở Văn hoá - Thể thao và Du lịch giao và theo quy định của pháp luật.

## Cơ cấu tổ chức
Lãnh đạo Nhà hát, gồmGiám đốc và 03 Phó giám đốc (trong đó 02 Phó giám đốc kiêm Trưởng đoàn Nghệ thuật 1 và Trưởng đoàn Nghệ thuật 2).
Các tổ chức trực thuộc, gồm
- Phòng Tổ chức - Hành chính - Quản trị;
- Phòng Nghệ thuật (nghiên cứu, bảo tồn và phát triển nghệ thuật chèo);
- Đoàn Chèo Hưng Yên 1;
- Đoàn Chèo Hưng Yên 2;
- Dàn nhạc dân tộc;
- Đội xe máy và hậu đài.

## Thành tích
- Năm 2019, Tại Liên hoan sân khấu chèo toàn quốc diễn ra tại Bắc Giang, chèo Hưng Yên giành 2 huy chương vàng cá nhân (Phương Nhân, Mạnh Đán) và 3 huy chương bạc, xếp thứ 14/16 đơn vị tham gia theo thành tích huy chương.
- Năm 2014, Tại "Cuộc thi tài năng trẻ diễn viên sân khấu Chèo chuyên nghiệp toàn quốc - 2014" diễn ra ở Ninh Bình, Nhà hát Chèo Hưng Yên giành 01 HCB cá nhân diễn viên Vũ Thị Lan.[3] Xếp thứ 6 chung cuộc theo thành tích huy chương.
- Năm 2013, Tại cuộc thi Nghệ thuật Sân khấu chèo chuyên nghiệp toàn quốc 2013 diễn ra ở Hải Phòng[4] Nhà hát Chèo Hưng Yên không giành Huy chương vở diễn "Tướng quân Lê Đình Kiên". Giải cá nhân có 02 Huy chương vàng (Tiến Tùng, NSƯT Xuân Sanh) và 07 Huy chương bạc (Bích Họa, Phương Nhàn, Khắc Nghĩa, Hữu Nam, Đức Đạt, Thanh Lam, Thanh Quang). Cơ cấu giải thưởng cuộc thi có tổng 03 vở diễn đạt HCV và 06 vở diễn đạt HCB, 42 HCV cá nhân, 68 HCB cá nhân. Xếp thứ 10/17 đoàn tham dự theo thành tích huy chương.
- Năm 2009, Tại Hội diễn sân khấu Chèo chuyên nghiệp toàn quốc - 2009 diễn ra ở Quảng Ninh[5] Nhà hát Chèo Hưng Yên không giành Huy chương giải vở diễn (Cơ cấu giải hội diễn có 02 vở diễn đạt Huy chương vàng và 05 vở diễn đạt Huy chương bạc). Giải cá nhân có 01 Huy chương vàng (Xuân Sanh) và 04 Huy chương bạc (Ánh Tuyết, Khắc Nghĩa, Hữu Nam, Anh Đào). Xếp thứ 10/17 đoàn tham dự theo thành tích huy chương.

Thành tích khác
- Năm 2009, Nhà hát được Bộ trưởng Bộ Văn hóa, Thể thao và Du lịch tặng bằng khen;[6]
- Năm 2010 được Chủ tịch UBND Hưng Yên tỉnh tặng bằng khen; Chủ tịch nước tặng Huân chương lao động hạng 3, được Thủ tướng Chính phủ tặng bằng khen;
- Năm 2011 được Chủ tịch UBND Hưng Yên tỉnh tặng bằng khen; năm 2012 được Bộ trưởng Bộ Công an tặng bằng khen vì có thành tích xuất sắc trong phong trào "Toàn dân bảo vệ an ninh tổ quốc";
- Năm 2013 được Bộ Tư lệnh Hải quân tặng bằng khen, Bộ trưởng Bộ Văn hóa, Thể thao và Du lịch tặng Cờ thi đua xuất sắc.
- Năm 2012 có 02 nghệ sĩ vinh dự được Chủ tịch nước phong tặng danh hiệu NSƯT.